# Beni (rivier)
De Beni is een rivier die ontstaat in het Andesgebergte van Bolivia door de samenvloeiing van de Alto Beni en de Kaka. Zij behoort tot het Amazone bekken De rivier stroomt sterk meanderend noordoostwaarts door de Pampa's. De Beni heeft een hoog debiet, 6.000 m³/s vóór haar samenvloeiing met de Madre de Dios en 11.850 m³/s bij haar uitmonding in de Mamore, waarbij de Madeira gevormd wordt, die een belangrijke zijrivier is van de Amazone.